# Сёс, Стюард
Стюард Сёс (фр. Steward Ceus; 26 марта 1987, Уэст-Хейверстро, Нью-Йорк, США) — гаитянский футболист американского происхождения, вратарь клуба «Нью-Йорк Космос». Выступал за сборную Гаити.

## Клубная карьера
Во время обучения в Университете штата Нью-Йорк в Олбани в 2005—2008 годах Сёс выступал за университетскую команду в NCAA.
На супердрафте MLS 2009 Сёс был выбран клубом «Колорадо Рэпидз» в третьем раунде под номером 37. В первом сезоне в команде он пять раз оказывался на скамейке запасных, но ни разу не выходил на поле.
В июне 2009 года Сёс отправился в краткосрочную аренду в клуб «Шарлотт Иглз», игравший в третьем по уровню дивизионе США. 20 июня в матче против «Ричмонд Кикерс» Стюард дебютировал за клуб. В марте 2010 года он был вновь отдан в аренду в «Иглз», на этот раз на полный сезон.
23 августа 2011 года Сёс дебютировал в играх за «Колорадо Рэпидз» в матче Лиги чемпионов КОНКАКАФ 2011/12 против гондурасского клуба «Реал Эспанья». Впервые в MLS Стюард сыграл 6 октября 2012 года в матче против «Сан-Хосе Эртквейкс», выйдя на замену вместо получившего травму во втором тайме Мэтта Пикенза. 6 декабря 2013 года стало известно, что «Колорадо Рэпидз» не будет продлевать контракт с игроком. Всего за пять лет, проведённых в клубе, Сёс принял участие в 11 официальных играх во всех турнирах.
11 апреля 2014 года Сёс заключил однолетний контракт с финским клубом «Нярпес Крафт». За этот клуб он сыграл 25 матчей.
По окончании сезона Сёс вернулся обратно в США, заключив 14 января 2015 года контракт с клубом Североамериканской футбольной лиги «Атланта Силвербэкс». В начале 2016 года клуб прекратил существование.
4 мая 2016 года Сёс подписал контракт с клубом «Миннесота Юнайтед». Его дебют за «гагар» состоялся 23 июля в матче против «Форт-Лодердейл Страйкерс». По окончании сезона Сёс вновь остался без клуба.
В конце января 2017 года Сёс стал игроком новообразованного клуба «Сан-Франциско Делтас». За «Делтас» он дебютировал 18 мая в матче против любительского клуба «Берлингейм Дрэгонз» в рамках Открытого кубка США. В конце года «Сан-Франциско Делтас», одержавшие победу в чемпионате, были расформированы.
В январе 2018 года Сёс присоединился к клубу USL «Колорадо-Спрингс Суитчбакс». За «Суитчбакс» он дебютировал 17 марта в матче стартового тура сезона против «Лос-Анджелес Гэлакси II», оставив свои ворота в неприкосновенности.
24 июля 2020 года Сёс подписал контракт с клубом Национальной независимой футбольной ассоциации «Нью-Йорк Космос».

## Международная карьера
За сборную Гаити Сёс дебютировал 2 ноября 2010 года в матче квалификации к Карибскому кубку 2010 против сборной Гайаны.